# 2006
- Wikisource

| Calendário gregoriano                                                        | 2006 MMVI                           |
| Ab urbe condita                                                              | 2759                                |
| Calendário arménio                                                           | 1456 – 1457                         |
| Calendário bahá'í                                                            | 162 – 163                           |
| Calendário budista                                                           | 2550                                |
| Calendário chinês                                                            | 4702 – 4703 Início a 29 de janeiro  |
| Calendário copta                                                             | 1722 – 1723                         |
| Calendário etíope                                                            | 1998 – 1999                         |
| Calendários hindus - Vikram Samvat - Calendário nacional indiano - Cáli Iuga | 2061 – 2062 1927 – 1928 5106 – 5107 |
| Calendário Holoceno                                                          | 12006                               |
| Calendário islâmico                                                          | 1427 – 1428                         |
| Calendário judaico                                                           | 5766 – 5767 Início a 23 de setembro |
| Calendário persa                                                             | 1384 – 1385 Início a 21 de março    |
| Calendário rúnico                                                            | 2256                                |
| Calendário solar tailandês                                                   | 2549                                |

2006 (MMVI, na numeração romana) foi um ano comum do século XXI que começou num domingo, segundo o calendário gregoriano. A sua letra dominical foi A. A terça-feira de Carnaval ocorreu a 28 de fevereiro e o domingo de Páscoa a 16 de abril. Segundo o horóscopo chinês, foi o ano do Cão, começando a 29 de janeiro.

| Evento                                                   | Data            | Hora  |
| -------------------------------------------------------- | --------------- | ----- |
| Aquário                                                  | 20 de janeiro   | 05:16 |
| Peixes                                                   | 18 de fevereiro | 19:26 |
| primavera no hemisfério norte e outono no hemisfério sul |                 |       |
| Carneiro/equinócio                                       | 20 de março     | 18:26 |
| Touro                                                    | 20 de abril     | 05:27 |
| Gémeos                                                   | 21 de maio      | 04:32 |
| verão no hemisfério norte e inverno no hemisfério Sul    |                 |       |
| Caranguejo/solstício                                     | 21 de junho     | 12:26 |
| Leão                                                     | 22 de julho     | 23:18 |
| Virgem                                                   | 23 de agosto    | 06:23 |
| Outono no Hemisfério Norte e Primavera no Hemisfério Sul |                 |       |
| Balança/equinócio                                        | 23 de setembro  | 04:04 |
| Escorpião                                                | 23 de outubro   | 13:27 |
| Sagitário                                                | 22 de novembro  | 11:02 |
| inverno no hemisfério norte e verão no hemisfério sul    |                 |       |
| Capricórnio/solstício                                    | 22 de dezembro  | 00:23 |

| UTC: Portugal Continental, Madeira, Guiné-Bissau e São Tomé e Príncipe Subtrair (-): 1 h nos Açores e Cabo Verde 2 h nas Ilhas oceânicas brasileiras 3 h em Brasília, em Goiás, na Amazônia Oriental Brasileira e no nordeste, sudeste e sul brasileiros 4 h na Amazônia Ocidental Brasileira, Mato Grosso e Mato Grosso do Sul 5 h no Acre e sudoeste do Amazonas Adicionar (+): 1 h em Angola e Guiné Equatorial 2 h em Moçambique 8 h em Macau 9 h em Timor-Leste. |
| Adicionar uma hora durante a vigência do horário de verão: Portugal Continental : De 26 de março a 29 de outubro de 2006 |

| Ano completo                    |
| ------------------------------- |
| Ano comum com início ao domingo |

Correspondeu aos anos 5766-5767 no calendário judaico, 5107-5108 no calendário hindu, 1426-1427 no calendário islâmico, 1384-1385 no calendário iraniano, 4703 no calendário chinês, e 2759 a.U.c.. Foi designado como:
- O Ano Internacional dos Desertos e Desertificação
- O Ano de Mozart, celebrando o 250º aniversário do compositor austríaco Johann Chrysostom Wolfgang Amadeus Mozart.
- O Ano de Rembrandt, comemorando o 400º aniversário do nascimento de Rembrandt Harmenszoon van Rijn, maior pintor holandês do século XVII.
- O Ano de Ibsen, comemorando o 100.º aniversário da morte de Henrik Ibsen, dramaturgo norueguês.
- O Ano de Beckett, comemorando o 100.º aniversário do nascimento de Samuel Beckett, dramaturgo irlandês.
- O Ano de Agostinho da Silva, comemorando o 100.º aniversário do nascimento de Agostinho da Silva, filósofo português.
- O Ano do Cachorro da astrologia chinesa
- Ano da cidade de Patras como Capital Europeia da Cultura

## Eventos
Ano Internacional dos Desertos e da Desertificação, pela ONU.
Para consultar as eleições ocorridas em 2006, ver o Calendário eleitoral 2006.
- Instalação no Forte de São Sebastião, depois de requalificado, de uma das Pousadas de Portugal, com o estatuto e classificação de "Pousada Histórica Design".
- Instalação de relógio e sinos electrónicos, dando origem à exposição, no adro da Rua da Rosa, dos antigos sinos e relógio da Sé Catedral de Angra do Heroísmo.[1]
- Início da exposição, com carácter permanente, no adro da Rua da Rosa, dos antigos sinos e relógio da Sé Catedral de Angra do Heroísmo.[1]

### Janeiro
- 1 de janeiro:
  - Dois milhões de pessoas estiveram presentes nas festividades de virada de ano na praia de Copacabana, no Rio de Janeiro. O espetáculo pirotécnico durou 18 minutos. Em São Paulo, na avenida Paulista, o show de fogos de artifício durou 15 minutos. Cerca de 2,1 milhões de pessoas participaram da festa. Não houve registro de brigas e tumultos.
  - As festividades do Ano Novo na França foram marcados por violência nos subúrbios de Paris e em outras cidades do país. 425 veículos foram incendiados na capital francesa. Na região parisiense de Argenteuil, houve um pequeno incêndio em um centro cultural. A polícia deteve 362 pessoas e 27 policiais ficaram feridos. As autoridades não esclareceram o motivo dos ferimentos, já que não houve confrontos. No departamento de Var, sudeste da França, jovens apedrejaram bombeiros. Em Toulouse, uma escola foi incendiada, mas teve o fogo imediatamente apagado por equipes de bombeiros. Na cidade de Nice, bombeiros foram apedrejados ao atenderem um pedido falso de ajuda.
  - Treze carros-bomba explodiram no Iraque no primeiro dia do ano, sendo nove em Bagdá, dois em Kirkuk, um em Tirkit e um em Muqdadiyah. De acordo com a polícia, 20 pessoas ficaram feridas. Os principais alvos foram comboios e patrulhas de soldados norte-americanos.
  - O satélite Giove-A foi colocado em órbita após ser lançado do Cosmódromo de Baikonur, no Cazaquistão, por um foguete Soyuz. O aparelho vai abrir o caminho para uma frota de satélites que vão formar o sistema de navegação europeu em 2010. A missão foi de responsabilidade pela Agência Espacial Europeia (ESA). O Giove-A vai realizar testes para o sistema Galileu, que vai receber o satélite Giove-B em abril.
  - A moeda do Azerbeijão passa designar-se Novo manat (AZN).
  - A Rússia corta o fornecimento de gás natural para a Ucrânia por discordância acerca do preço.
  - A Espanha proíbe o fumo em lugares públicos.
- 4 de janeiro - Ehud Olmert é empossado primeiro-ministro de Israel após Ariel Sharon ter sofrido um AVC.
- 12 de janeiro - Mehmet Ali Ağca é solto na Turquia em regime de liberdade condicional.
- 15 de janeiro:
  - Michelle Bachelet vence as eleições presidenciais do Chile, sendo a primeira mulher eleita para esse cargo na América do Sul.
  - O sheik Sabah al-Ahmad al-Jabir al-Sabah é o novo monarca do Kuwait.
- 19 de janeiro - A NASA lança a sonda espacial New Horizons, a primeira lançada para Plutão.
- 22 de janeiro
  - Evo Morales assume a presidência da Bolívia.
  - Aníbal Cavaco Silva é eleito Presidente da República Portuguesa.
- 25 de janeiro - O Papa Bento XVI publica a encíclica Deus Caritas Est, a primeira de seu pontificado.
- 27 de janeiro - Comemoração dos 250 anos de nascimento do compositor austríaco Mozart
- 29 de janeiro
  - Ano novo chinês - Começa o ano do cão.
  - Tarja Halonen é reeleita presidente da Finlândia.
- 31 de janeiro - Caricaturas publicadas no jornal dinamarquês Jyllands-Posten sobre o profeta Maomé desencadeiam violência por parte de extremistas islâmicos.

### Fevereiro
- 7 de fevereiro - Têm início as eleições presidenciais no Haiti, em ambiente conturbado.
- 13 de fevereiro - Irrompe a pior crise financeira da PUC-SP em seus sessenta anos de existência, forçando uma das maiores demissões em massa de docentes universitários da história do Brasil.
- 16 de fevereiro - René Préval é aclamado em primeiro turno o novo presidente do Haiti.
- 19 de fevereiro - Trasladação do corpo da Irmã Lúcia (a última dos três pastores de Fátima) para o Santuário de Fátima.
- 28 de fevereiro - Terça-feira de Carnaval no Brasil e feriado opcional em Portugal.
- Carnaval - A Unidos de Vila Isabel vence o carnaval carioca, quebrando um regime de dezoito anos sem um título.

### Março
- 5 de março - Cerimônia da entrega do Óscar 2006
- 17 de março - A FIFA anuncia as listas cidades que receberão os jogos da Copa da África do Sul em 2010.
- 20 de março - Inauguração do Museu da Língua Portuguesa em São Paulo, Brasil.
- 23 de março - A Sony Computer Entertainment encerra a produção do PSOne.
- 29 de março - Marcos Pontes, cosmonauta brasileiro, torna-se o primeiro nativo da Língua portuguesa a ir para o espaço.
- 30 de março - Cláudio Lembo toma posse como o novo governador do estado de São Paulo.
- 30 de março - Marcos Pontes torna-se o primeiro brasileiro, primeiro cidadão sul-americano e primeiro lusófono a subir ao espaço, a bordo da nave Soyuz TMA-8.
- 31 de março - Gilberto Kassab toma posse como novo prefeito da cidade de São Paulo.

### Abril
- 7 e 8 de abril - Terceira edição do Planet Pop Festival ocorre em São Paulo.
- 9 de abril:
  - Eleições gerais na Hungria, primeiro turno.
  - Têm início as eleições gerais no Peru, quando se decidirá quem será o próximo presidente. Os candidatos com mais chances são Ollanta Humala, Lourdes Flores Nano e Alan García Pérez, este último ex-presidente.
- 10 de abril - Romano Prodi se torna o novo primeiro-ministro italiano.
- 11 de abril - Bernardo Provenzano é preso, após quarenta anos foragido.
- 12 de abril - Descobertos fósseis no deserto de Afar, na Etiópia, da mais primitiva espécie de Australopithecus, conhecida como Australopithecus anamensis, e datam cerca de 4,1 milhões de anos.
- 19 de abril — Inauguração do Casino de Lisboa, no Parque das Nações.
- 26 de abril - O Dalai Lama faz visita ao Brasil.
- 27 de abril - Início da construção do Freedom Tower no local do antigo World Trade Center na cidade de Nova Iorque.

### Maio
- 1 de maio
  - Imigrantes latino-americanos param os Estados Unidos, num movimento chamado "Um dia sem imigrantes", mostrando sua importância para a economia do País.
  - O presidente boliviano Evo Morales decreta a nacionalização dos hidrocarbonetos (gás natural) e petróleo, tropas do exército boliviano ocupam uma das instalações da Petrobrás.
- 6 de maio - A Igreja de Nossa Senhora dos Milagres por decisão do bispo de Angra, D. António de Sousa Braga, recebe o estatuto canónico de Santuário passando a denominar-se Santuário Diocesano de Nossa Senhora dos Milagres.[2]
- 12 de maio - Arqueólogos encontram monumento com 127 blocos de granito e até três metros de altura no Amapá, Brasil. Supõe-se que tenha sido um observatório astronômico como o de Stonehenge, na Inglaterra.
- 12 a 15 de maio - Atos de violência organizada no Brasil: São Paulo: início da onda de violência, pela organização criminosa o Primeiro Comando da Capital (PCC).
- 17 de maio - O Futbol Club Barcelona conquista a Liga dos Campeões da UEFA após vencer o Arsenal por 2-1.
- 20 de maio - O presidente Luiz Inácio Lula da Silva cria por decreto a Reserva Biológica das Perobas, no Paraná.
- 21 de maio - Referendo aprova a dissolução da Sérvia e Montenegro, passando agora a ser dois países independentes.

### Junho
- 3 de junho - O resultado do plebiscito de independência de Montenegro é ratificado pelo Poder Legislativo.
- 4 de junho - Alan García é eleito presidente do Peru.
- 5 de junho - A União dos Tribunais Islâmicos assume o poder na Somália.
- 6 de junho
  - Integrantes do Movimento de Libertação dos Sem-Terra (MLST) depredam o Congresso Nacional.
  - Foi criada pelo Decreto Legislativo Regional n.º 20/2006/A, do Governo Regional dos Açores, a Zona de Protecção Especial do Ilhéu das Cabras que abrange os Ilhéus das Cabras e parte da costa da ilha Terceira, adjacente aos mesmos, como fim de dar protecção à importante colónia de aves migratórias ali existentes.[3][4]
- 9 de junho - Tem início a Copa do Mundo realizada na Alemanha.
- 24 de junho - Gloria Macapagal-Arroyo, presidente das Filipinas, declara a abolição da pena de morte no país.
- 27 de junho - Joschka Fischer anuncia que se retira da vida política.

### Julho
- 1 de julho - Entra em operação na China a Ferrovia Qinghai-Tibete.
- 6 de julho
  - Felipe Calderón vence as eleições presidenciais no México, por uma pequena margem de diferença.
  - Um Airbus A310 operando como S7 Airlines 778 transportando 203 pessoas (193 passageiros e 10 tripulantes) sofreu um acidente no Aeroporto Internacional de Irkutsk na Sibéria. O jato conseguiu desacelerar na aterrissagem, invadiu a pista e colidiu com uma barricada de concreto. 124 pessoas morreram.
- 9 de julho - A Itália vence a Copa do Mundo FIFA de 2006 ao derrotar a França nos pênaltis por 5 a 3, após um empate por 1 a 1 no tempo normal e na prorrogação.
- 15 de julho - Foi criado o Microblogging Twitter.
- 18 de julho - Israel mantém ataques constantes ao Líbano, principalmente sobre a capital Beirute. Mais de 200 mortos até o dia 17.
- 20 de julho - A Varig encerra suas atividades
- 22 de julho - Suzane von Richthofen e Daniel Cravinhos são condenados a 39 anos e seis meses de prisão.
- 23 de julho - A porto-riquenha Zuleyka Rivera Mendoza é eleita Miss Universo.
- 31 de julho - Pela primeira vez na história, Fidel Castro delega funções a seu irmão Raúl Castro, em Cuba, antes de se submeter a uma cirurgia.

### Agosto
- 7 de agosto - Sancionada no Brasil a Lei Maria da Penha. Dentre as várias mudanças, a lei aumenta o rigor nas punições das agressões contra a mulher.
- 16 de agosto - O Sport Club Internacional conquista a Copa Libertadores da América em cima do São Paulo pelo placar agregado de 4-3.
- 24 de agosto - Plutão deixa de ser reconhecido como um planeta pela União Astronômica Internacional, reduzindo o sistema solar para oito planetas.
- 31 de agosto - A polícia norueguesa anuncia ter recuperado obras roubadas de Edvard Munch em 2004. Entre elas o famoso "O Grito".

### Setembro
- 4 de setembro - Primeiro voo com passageiros do Airbus A380.
- 15 de setembro - Muçulmanos protestam contra declarações do papa Bento XVI sobre Maomé.
- 19 de setembro - Um golpe de estado destitui o primeiro-ministro da Tailândia. O país passa a ser controlado pelo exército.
- 26 de setembro - Shinzo Abe sucede Junichiro Koizumi como premiê do Japão.
- 28 de setembro - é lançado pela Nintendo o jogo Pokémon Diamond e Pearl
- 29 de setembro - Desastre aéreo do voo Gol 1907.

### Outubro
- 11 de outubro - Acidente aéreo na cidade de Nova Iorque, mata 2 pessoas.
- 17 de outubro - Os Estados Unidos atingem os 300 milhões de habitantes(fonte).
- 24 de outubro - A companhia Vale do Rio Doce compra a mineradora canadense "Inco" e torna-se a segunda maior mineradora do mundo
- 26 de outubro - Cientistas divulgam o mapa genético das abelhas.
- 29 de outubro
  - Luiz Inácio Lula da Silva é reeleito presidente do Brasil
  - Centenário do 14-Bis, de Santos Dumont.
- 31 de outubro - O cardeal brasileiro Cláudio Hummes é nomeado pelo papa Bento XVI prefeito da Congregação para o Clero

### Novembro
- 1 de novembro
  - Colapso no sistema aéreo brasileiro provoca atrasos nos aeroportos do país inteiro
  - Descoberto o sacissauro.
- 5 de novembro - Saddam Hussein é sentenciado à morte por enforcamento, juntamente com seu meio-irmão Barzan Ibrahim e o ex-chefe da corte revolucionária Awad Hamed al-Bandar
- 7 de novembro
  - Protesto contra a Parada Gay, em Jerusalém, conduzido por judeus ultraortodoxos.
  - Daniel Ortega é eleito presidente da Nicarágua
- 8 de novembro - O Partido Democrata vence as eleições intercalares e conquista a maioria dos lugares na Câmara dos Representantes dos Estados Unidos
- 11 de novembro - A Sony lança o Playstation 3 no Japão
- 16 de novembro - Santuário do Divino Pai-Eterno, em Trindade, Goiás, Brasil, é elevado à categoria de Basílica
- 17 de novembro - A Sony lança seu videogame nos Estados Unidos, o Playstation 3
- 19 de novembro - A Nintendo lança o Wii
- 24 de novembro - Morre o último exemplar da espécie dos pandas marrons.
- 30 de novembro - Em viagem à Turquia, Papa Bento XVI visita a Mesquita Azul e torna-se o segundo pontífice a entrar em uma mesquita na história.

### Dezembro
- 1 de dezembro - Tufão Durian deixa cerca de mil mortos ao passar pelas Filipinas.
- 4 de dezembro - Hugo Chávez é reeleito presidente da Venezuela com 61,35% dos votos.
- 5 de dezembro - Forças Armadas anunciam golpe de Estado em Fiji.
- 6 de dezembro - Cientistas da Nasa encontram provas de água no planeta Marte.
- 9 de dezembro - Nasa lança com sucesso o ônibus espacial Atlantis rumo à Estação Espacial Internacional na missão STS-115.
- 10 de dezembro - Manifestação pública masculina no Paquistão contra a nova lei de defesa da mulher em caso de estupro.
- 14 de dezembro - Ban Ki-Moon sucede Kofi Annan como secretário-geral das Nações Unidas.
- 17 de dezembro - O Sport Club Internacional conquista a Copa do Mundo de Clubes da FIFA ao vencer pelo placar de 1 a 0 o F.C Barcelona
- 21 de dezembro - Achado fóssil de um saurópode: o maior e mais pesado animal europeu de todos os tempos; em Teruel, na Espanha, datado do período Jurássico, com cerca de 150 milhões de anos.
- 24 de dezembro - O governo etíope declara guerra à União das Cortes Islâmicas.
- 30 de dezembro - Saddam Hussein é executado na forca.

## Nascimentos
- 10 de janeiro - Angelina Jordan, cantora norueguesa.
- 11 de fevereiro - Rapeepong Supatineekitdecha, ator, cantor e dançarino tailandês.
- 26 de Fevereiro - Nell Cattrysse, atriz belga.
- 12 de março - Archie Gray, futebolista inglês.
- 27 de abril - Myrella Victória, atriz brasileira.
- 25 de junho - Mckenna Grace, atriz americana.
- 21 de julho - Endrick, futebolista brasileiro.
- 21 de agosto - João Fonseca - tenista brasileiro.
- 26 de agosto - Vinicius Krieger, atleta paralímpico brasileiro.
- 6 de setembro - Príncipe Hisahito do Japão, sendo o Primeiro Príncipe nascido em mais de quarenta anos.
- 5 de outubro - Jacob Tremblay, ator canadense.
- 16 de novembro - Mason Ramsey, cantor americano.
- 5 de dezembro - Silia Kapsis, cantora australiana.

## Prêmio Nobel
- Física - John Mather e George Fitzgerald Smoot III
- Química - Roger Kornberg
- Medicina - Andrew Fire e Craig Mello
- Literatura - Orhan Pamuk
- Paz - Muhammad Yunus e Grameen Bank

## Epacta e idade da Lua
| Epacta gregoriana | 1 (I)   |
| Idade da Lua      | Letra b |

## Por tema
- 2006 na arte
- 2006 no Brasil
- 2006 na ciência
- 2006 no cinema
- 2006 no desporto
- Eleições em 2006
- 2006 nos jogos eletrônicos
- 2006 na literatura
- Mortes em 2006
- 2006 na música
- 2006 na política
- 2006 no teatro
- 2006 na televisão